# Carlos Vergara Cailleaux
Carlos Vergara Cailleaux (Getafe, 7 de enero de 1854-Madrid, 6 de noviembre de 1929) fue un abogado y político español, quien ocupó el cargo de ministro de Hacienda.

## Biografía
Natural de Getafe, fue ministro de Hacienda durante la dictadura del general Primo de Rivera entre el 21 de diciembre de 1923 y el 25 de febrero de 1924. Pasó en dicho mes de febrero a desempeñar el cargo de gobernador del Banco de España en el que se mantuvo hasta octubre de 1929. Fue elegido diputado al Congreso en 1927 como representante por derecho propio. En 1911 fue brevemente director general de Propiedades y Derechos del Estado. 